# Chromakopia
A Chromakopia Tyler, the Creator amerikai rapper nyolcadik stúdióalbuma, amely 2024. október 28-án jelent meg a Columbia Records kiadón keresztül. A Chromakopia, amely a Call Me If You Get Lostot (2021) követi, egészét Tyler írta, szerezte és egyetlen producere is volt. Az album közreműködött Daniel Caesar, Doechii, GloRilla, LaToiya Williams, Lil Wayne, Childish Gambino, Solange, Lola Young, Santigold, Schoolboy Q, Sexyy Red, Thundercat és Teezo Touchdown, míg az album lemezen megjelent verzióján szerepel Playboi Carti is.
Az album Tyler korábbi albumai, a Flower Boyhoz (2017) és az Igorhoz (2019) hasonlóan a hiphop, a jazz és a soul műfajait keveri. Témáját tekintve a Chromakopiát Tyler anyja, Bonita Smith narrálja, a fia nézeteit és élményeit leírva naplószerűen. A lemezt méltatták a szakértők, kiemelve a rapper dalszövegeit, produceri munkáját, és a lemez kohézióját, illetve kedvelték összevisszaságát.
A Chromakopiáról két kislemez jelent meg, a Noid, majd a Sticky, amelyeket két promóciós kislemez követett, a St. Chroma és a Thought I Was Dead. Az album kereskedelmi sikert hozott, nyolc országban debütált a slágerlisták élén, a Billboard 200 első helyén nyitott, az előadó harmadik listavezető lemezeként. Ezek mellett a Chromakopia több dala is felkerült a Billboard Hot 100 slágerlistára, mint a Noid és a St. Chroma. Az album népszerűsítésére 2025-ben Tyler turnézni kezdett a Chromakopia: The World Tour keretei között.

## Háttér
A 2024. október 28-i albumbemutatón Tyler megosztotta, hogy az album eredeti célja az volt, hogy hawthorne-i gyerekkoráról beszéljen. „Senki nem tud rólam semmit 17 éves korom előtt,” és hozzátette, hogy az albumon végül csak „mindenféle szarról beszélek, amit az anyám mondott nekem gyerekként.” Tyler november 12-én feltöltött egy MASK IS OFF: CHROMAKOPIA című videót YouTube-csatornájára, amely bemutatta az album készülésének folyamatát, többek között a hangszerelést, felvételeket és az utómunkát.

## Kompozíció

### Zene
A Chromakopia főként hiphop, R&B és jazz, hangszerelése eklektikus. Összedolgozza a Tyler negyedik és ötödik, a Cherry Bomb (2015) és a Flower Boy (2017) lemezein használt stílusokat, mint a neo soul dallamok, illetve szintetizátorra épített alapok. Ez az első alkalom a Goblin megjelenése óta, hogy a lemez tizedik dalának csak egy címe van.

### Téma és dalszöveg
A Chromakopiát Tyler anyja, Bonita Smith narrálja. A témáit az előadó Greater Los Angeles-i gyerekkora inspirálta és minden, amit Smith-től tanult fiatalkorában, és amit csak akkor kezdett el értékelni, mikor felnőtt. Az album megjelenése előtt terjedtek hírek, hogy a lemez központjában egy legendás karmester, Chroma the Great lesz, akinek zenekara létrehozza a világ színeit, az 1961-es The Phantom Tollbooth gyerekkönyv alapján. Jake Hawkes (Dork) megjegyezte, hogy az album esztétikája könnyen összeköthető a karakterrel, de a dalszövegekre nincs igazán hatása. A Chromakopia főhősét, St. Chromát az első dalban ismerjük meg, amelynek a névadója.
Smith az előadót fényként írja le, és megkéri, hogy senkiért se homályosítsa el önmagát. A Rah Tah Tah című dalon Tyler henceg, Los Angeles legsikeresebb rapperének nevezi magát Kendrick Lamar mögött. Az ezt rögtön követő Noid viszont a celebkultúrából eredő szorongásáról és paraszociális kapcsolatokról beszél. A Darling, I-on közreműködött Teezo Touchdown, és Tyler művészi céljait és a monogám kapcsolatokat helyezi központba.
A Hey Jane dalban, amely címét egy terhességmegszakítással kapcsolatos egészségügyi ellátást ajánló cégről kapta nevét, Tyler és egy idősebb, névtelen nő beszélgetnek egy nem tervezett terhességről. Mackenzie Cummings-Grady (Billboard) szerint a számon Tyler paranoiájáról beszél és megemlíti, mennyire szeretne gyerekeket.

## Kiadás
Azt követően, hogy Beyoncé meglepetésszerűen kiadta 2013-as albumát, az International Federation of the Phonographic Industry (IFPI) megváltoztatta a napot, amelyen világszerte kiadásra kerül zene, keddről péntekre. Tyler ezt 2023-ban kritizálta egy interjúban Nardwuarral, kijelentve, hogy „passzív hallgatáshoz” vezet. Ezért úgy döntött, hogy a Chromakopia 2024. október 28-án, hétfőn fog megjelenni.
Az Egyesült Államokban több városban is megjelentek kamionok és konténerek, amelyek az albumot népszerűsítették. A St. Chroma videóklipje megjelenése után a +1 (855) 444–8888 telefonszám, amelyet korábban a Call Me If You Get Lost népszerűsítésére használtak, ismét aktív lett, és egy hangüzenetet játszott le a Chromakopia Trucking Company kitalált céggel kapcsolatban. Egy nappal a lemez kiadása előtt Tyler rendezett egy albumbemutatót az Intuit Dome-ban.

### Kislemezek
2024. október 16-án Tyler megosztott egy előzetest a St. Chroma dalhoz közösségi médián. Másnap osztotta meg az album címét, megjelenési dátumát és borítóját. Az album első kislemeze a Noid volt, és október 21-én jelent meg. Október 26-án kiadták a Thought I Was Dead egy részlet is.

### Turné
A Chromakopia: The World Tour koncertsorozatot 2024. október 23-án jelentették be, majd hat nappal később további dátumokat adtak hozzá. A turnén fel fog lépni Lil Yachty és Paris Texas, amely 53 koncertet fog magába foglalni Észak-Amerikában, 24-et Nyugat-Európában, illetve tizenkettőt Ausztráliában és Új-Zélandon.

## Kritika
A Metacritic összesítő weboldalon a Chromakopia 100 pontból 85-öt kapott, 17 szakértői kritika alapján, míg a hasonlóan működő AnyDecentMusic? 7,9/10-es értékelést adott neki.
David Crone (AllMusic) szerint „a Chromakopia kevésbé egy kohezív album, mint amihez Tyler rajongói szokva vannak; egyszerre kiszámíthatatlan és őszinte, dicsekvések és kételkedések keveréke, amely nagy változás a következetesen és témáját tekintve fókuszált elődökhöz képest.” Niall Smith (Clash) megjegyezte, hogy „a projekt közepe teszi sikeressé a lemezt,” de annak ellenére, hogy „nincs egyetlen dal se, amely kifejezetten gyenge lenne,” néha az album „kevésbé tűnik fókuszáltnak, mint Tyler korábbi munkáin.” Smith azzal zárta kritikáját, hogy „ugyan egyes részei úgy érződnek, mintha az előadó biztosra akart volna menni, a hangzása finoman kidolgozott és sokkal élesebb.” Jonah Krueger, a Consequence szakértője azt írta, hogy „az anyai jelenlét érezhető a számlistán,” és „Tyler felfedezi szorongását és traumáját” az albumon. Jake Hawkes (Dork) kiemelte, hogy Tyler valahogy képes volt az albumot valami kohezívvé összehozni, annak ellenére, hogy első ránézésre mennyire nem annak tűnik. Hozzátette, hogy „dalszövegileg Tyler évek óta a legőszintébb,” szerinte az album „felépíti saját világát, és vannak abszolút slágerek is rajta.”
Alexis Petridis (The Guardian) kijelentette, hogy a dalok folyamatosan műfajt és hangzást váltanak, gyakran perceken belül. Petridis szerint „a Chromakopián egy zavart állapot manifesztálódik, amelyben minden mozgékony, és semmi se az, aminek először tűnik.” Steven Loftin (The Line of Best Fit) azt írta, hogy a „Chromakopia kivitelezése nagyon jól végig volt gondolva,” annak ellenére, hogy „rendezetlen és őszinte.” Loftin hozzátette, hogy az album „tovább folytatta a Tyler the Creator-kirakó összeállítását, anélkül, hogy egyértelműbb lett volna, hogy az hogy is néz ki.” Tom Breihan (Stereogum) a lemezt Kendrick Lamar Mr. Morale & the Big Steppers (2022) albumához hasonlította, kiemelve, hogy a Chromakopia „Tyler terápiás lemeze, önelemező munkája, amellyel megpróbálja kitalálni, mi is történik vele.” Mackenzie Cummings-Grady (Billboard) véleménye szerint az albumon van valami mindenki számára és „univerzális és néha nosztalgikus felépítésében az album eszméletlenül önelemező.”
Kevésbé pozitív kritikák szerint az album hangzása túlságosan össze-vissza és kaotikus. Fred Garratt-Stanley (NME) kijelentette, hogy az album „tudatosan volt rendetlen,” de témája túlságosan „lusta” volt, bár tudta értékelni az őszinte jellegüket. Paul Attard (Slant) hasonlóan kritizálta a hangzását, kijelentve, hogy a kompozíció „túl volt dolgozva,” majd hozzátette, hogy „a cél nagy, de az album túl sokat próbál elérni, anélkül, hogy sokat mondana.”

### Ranglisták
A Chromakopia több magazin 2024-es év végi ranglistájára is felkerült. A Clash és a Complex második helyre helyezte, míg az első tíz egyikén szerepelt a Billboard, a BrooklynVegan, a Crack, a Dazed, az Exclaim!, a The Guardian, a The Independent, a The Ringer és a The Skinny is. A top 20-ba helyezte a The A.V. Club, a Consequence, a KCRW, a The Line of Best Fit, a Paste, a PopMatters, a Rolling Stone, a Stereogum és a Yardbarker. Ezek mellett a Chromakopia szerepelt a Time Out és az NME 50-es listáján, és több olyan listán is amelyeket nem állítottak sorrendbe, mint az Alternative Press, a Cosmopolitan, a HuffPost, a Hypebeast, az NPR, az Uproxx és a Vulture.
| Magazin              | Lista                                        | Helyezés | For.   |
| -------------------- | -------------------------------------------- | -------- | ------ |
| The A.V. Club        | 2024 25 legjobb albuma                       | 11.      | [ 53 ] |
| Billboard            | Szerkesztőségi lista: 2024 50 legjobb albuma | 7.       | [ 54 ] |
| BrooklynVegan        | 2024 50 legjobb albuma                       | 7.       | [ 55 ] |
| Clash                | Az év albuma 2024                            | 2.       | [ 56 ] |
| Complex              | 2024 50 legjobb albuma                       | 2.       | [ 57 ] |
| Consequence          | 2024 50 legjobb albuma                       | 14.      | [ 58 ] |
| Crack                | 2024 50 legjobb albuma                       | 10.      | [ 59 ] |
| Dazed                | 2024 20 legjobb albuma                       | 8.       | [ 60 ] |
| Exclaim!             | 2024 50 legjobb albuma                       | 9.       | [ 61 ] |
| The Guardian         | 2024 50 legjobb albuma                       | 8.       | [ 62 ] |
| The Independent      | 2024 legjobb albumai, sorrendben             | 7.       | [ 63 ] |
| KCRW                 | 2024 30 legjobb albuma                       | 17.      | [ 64 ] |
| The Line of Best Fit | 2024 legjobb albumai                         | 19.      | [ 65 ] |
| NME                  | 2024 50 legjobb albuma                       | 44.      | [ 66 ] |
| Paste                | 2024 100 legjobb albuma                      | 14.      | [ 67 ] |
| PopMatters           | 2024 80 legjobb albuma                       | 16.      | [ 68 ] |
| Rolling Stone        | 2024 100 legjobb albuma                      | 17.      | [ 69 ] |
| The Ringer           | 2024 30 legjobb albuma                       | 10.      | [ 70 ] |
| The Skinny           | 2024 legjobb albumai                         | 7.       | [ 71 ] |
| Stereogum            | 2024 legjobb albumai                         | 12.      | [ 72 ] |
| Time Out             | 2024 legjobb albumai                         | 25.      | [ 73 ] |
| Variety              | Jem Aswad – 2024 legjobb albumai             | 4.       | [ 74 ] |
| Yardbarker           | 2024 50 legjobb albuma                       | 11.      | [ 75 ] |

## Számlista
Minden dal producere, szerzője és a hangszerelés létrehozója Tyler Okonma, kivéve, ahol az másképp van feltüntetve.
| Chromakopia | Chromakopia                                                             | Chromakopia | Chromakopia | Chromakopia | Chromakopia | Chromakopia | Chromakopia | Chromakopia | Chromakopia |
|             | Cím                                                                     | Szerző(k) | Hossz       |             |             |             |             |             |             |
| ----------- | ----------------------------------------------------------------------- | --- | ----------- | ----------- | ----------- | ----------- | ----------- | ----------- | ----------- |
| 1.          | St. Chroma (Daniel Caesar közreműködésével)                             | Ashton Simmonds | 3:17        |             |             |             |             |             |             |
| 2.          | Rah Tah Tah                                                             | | 2:45        |             |             |             |             |             |             |
| 3.          | Noid                                                                    | Paul Nyirongo | 4:44        |             |             |             |             |             |             |
| 4.          | Darling, I (Teezo Touchdown közreműködésével)                           | Kamaal Fareed Barry White | 4:13        |             |             |             |             |             |             |
| 5.          | Hey Jane                                                                | | 4:00        |             |             |             |             |             |             |
| 6.          | I Killed You                                                            | | 2:48        |             |             |             |             |             |             |
| 7.          | Judge Judy                                                              | | 4:29        |             |             |             |             |             |             |
| 8.          | Sticky (GloRilla, Sexyy Red és Lil Wayne közreműködésével)              | Gloria Woods Dwayne Carter, Jr. Janae Wherry Deanna Brown Deidre Brown Yamma Brown David Brown Timothy Clayton Jamal Jones Zachary Wallace Elvis Williams Rex Zamor Timothy Mosley Aaron Bolton Dudley Duverne | 4:15        |             |             |             |             |             |             |
| 9.          | Take Your Mask Off (Daniel Caesar és LaToiya Williams közreműködésével) | Kathryn Thomas Gregory Cook | 4:13        |             |             |             |             |             |             |
| 10.         | Tomorrow                                                                | Simmonds | 3:02        |             |             |             |             |             |             |
| 11.         | Thought I Was Dead (Schoolboy Q és Santigold közreműködésével)          | | 3:27        |             |             |             |             |             |             |
| 12.         | Like Him (Lola Young közreműködésével)                                  | | 4:38        |             |             |             |             |             |             |
| 13.         | Balloon (Doechii közreműködésével)                                      | Jaylah Hickmon Luther Campbell Harry Wayne Casey Richard Finch James Brown Robert Ginyard | 2:34        |             |             |             |             |             |             |
| 14.         | I Hope You Find Your Way Home                                           | | 4:29        |             |             |             |             |             |             |
| 52:54       |                                                                         | |             |             |             |             |             |             |             |

| CD-, és hanglemezkiadás | CD-, és hanglemezkiadás                                          | CD-, és hanglemezkiadás                                                                                                 | CD-, és hanglemezkiadás | CD-, és hanglemezkiadás | CD-, és hanglemezkiadás | CD-, és hanglemezkiadás | CD-, és hanglemezkiadás | CD-, és hanglemezkiadás | CD-, és hanglemezkiadás |
|                         | Cím                                                              | Szerző(k) | Hossz                   |                         |                         |                         |                         |                         |                         |
| ----------------------- | ---------------------------------------------------------------- | --- | ----------------------- | ----------------------- | ----------------------- | ----------------------- | ----------------------- | ----------------------- | ----------------------- |
| 8.                      | Sticky (Sexyy Red és Lil Wayne közreműködésével)                 | Carter Wherry Deanna Brown Deidre Brown Y. Brown David Brown Clayton Jones Wallace Williams Zamor Mosley Bolton Duverne | 4:28                    |                         |                         |                         |                         |                         |                         |
| 11.                     | Mother                                                           | | 4:14                    |                         |                         |                         |                         |                         |                         |
| 12.                     | Thought I Was Dead (Playboi Carti és Santigold közreműködésével) | | 3:27                    |                         |                         |                         |                         |                         |                         |
| 57:08                   |                                                                  | |                         |                         |                         |                         |                         |                         |                         |

Hangminták
- Noid: Nizakupanga Ngozi (1977), szerezte: Paul Nyirongo, előadta: Ngozi Family.[76]
- Darling, I: Vivrant Thing (1999), szerezte: Kamaal Fareed és Barry White, előadta: Q-Tip.[77]
- Sticky: Get Up Offa That Thing (1976), szerezte: Deanna Brown, Deidre Brown és Yamma Brown, előadta: James Brown;[3] és Get Buck (2007), szerezte: David Brown, Timothy Clayton, Jamal Jones, Zachary Wallace és Elvis Williams, előadta: Young Buck.[77]
- Like Him: jelöletlen Baby Keem-ad-lib.
- Balloon: I Wanna Rock (1992), szerezte: Luther Campbell, Harry Wayne Casey és Richard Finch, előadta: Luke és Rob Base;[78] és Jo-ro-ko-bi (ヨ・ロ・コ・ビ, 1978), előadta: Jano Akiko.[79]

## Közreműködők

### Zenészek
- Tyler Okonma – vokál, producer, hangszerelés, vezető producer (összes)
- Daniel Caesar – közreműködő vokál (1, 9), háttérénekes (6, 10), basszusgitár (10)
- Teezo Touchdown – közreműködő vokál (4)
- GloRilla – közreműködő vokál (8)
- Lil Wayne – közreműködő vokál (8)
- Sexyy Red – közreműködő vokál (8)
- LaToiya Williams – közreműködő vokál (9)
- ScHoolboy Q – közreműködő vokál (11)
- Santigold – közreműködő vokál (11), további vokál (6)
- Playboi Carti – közreműködő vokál (11)[a]
- Lola Young – közreműködő vokál (12)
- Doechii – közreműködő vokál (13)
- Bonita Smith – további vokál (1, 3, 4–5, 9–15)
- Willow – további vokál (3)
- Jazmine Freeman – további vokál (8)
- Laila S. Freeman – további vokál (8)
- Donald Glover – háttérénekes (6, 7)
- Rex Orange County – háttérénekes (7)
- Justin Levy – háttérénekes (12)
- Robert Stevenson – háttérénekes (12)
- Pedro Martins – gitár (1, 3–6, 10)
- Thundercat – basszusgitár (3, 6, 7, 9, 12, 11b)
- Steve Lacy – gitár (7)
- Inflo – dobok (3), további vokál (3)
- Solange – háttérénekes (8, 14)
- Kevin Kendrick – zongora (3, 7, 9, 14)
- Biako – gitár (10)
- Johnny May – vonós hangszerek (10), billentyűk (13)
- Klynik – billentyűk (13)
- Vic Wainstein – billentyűk (13)
- Christopher Burns – kürt (8, 11)
- Jason P. Freeman – kürt (8, 11)
- Jerry E. Freeman Jr. – kürt (8, 11)
- Kebbi Williams – kürt (8, 11)
- Brandon Lee Brown – fütyülés (8)

### Utómunka
- Vic Wainstein – hangmérnök (összes)
- Tyler Okonma – felvételi hangmérnök (összes)
- Neal H Pogue – keverés (összes)
- Mike Bozzi – maszterelés (összes)
- Andrew Keller – további hangmérnök (4)
- Donald Glover – további hangmérnök (6, 7)
- Aaron Bolton – további hangmérnök (8)
- Adam Clark – további hangmérnök (8)
- Chris Carmouche – további hangmérnök (8)
- Manny Galvez – további hangmérnök (8)
- Mikaelin BlueSpruce – további hangmérnök (8)
- Salvador Majail – további hangmérnök (8)
- Romil Hemnani – további hangmérnök (11)
- Jayda Love – további hangmérnök (13)
- WavyBoyJodii – további hangmérnök (14)
- Zachary Acosta – asszisztens hangmérnök (összes)
- Collin Clark – asszisztens hangmérnök (4)
- Danforth Webster – asszisztens hangmérnök (4)
- Garrett Duncan – asszisztens hangmérnök (4)
- Jonathan Lopez Garcia – asszisztens hangmérnök (4)
- Patrick Gardner – asszisztens hangmérnök (4)
- Terena Dawn – asszisztens hangmérnök (4)
- Jordan Schneider – asszisztens hangmérnök (14)
- Nicole Llorens – asszisztens hangmérnök (14)

Megjegyzések
1. ↑  Playboi Carti csak az album lemezen megjelent verzióján szerepelt, a digitális kiadásokon nem.[80]

## Albumlisták
A Chromakopiát az első napján a Spotifyon 85 665 784 alkalommal játszották le, amely dalonként hat milliós átlag. Ezzel 2024 legsikeresebb debütálása volt, és minden idők húsz legjobbja közé tartozik. A Spotify amerikai slágerlistájának az első tizennégy helyét foglalta el, a St. Chroma volt a lista élén, 5,261 millió streammel. Ezek mellett a Chromakopia első volt az amerikai Apple Music Albums listán is, és betöltötte a platform slágerlistájának első 12 helyét.
Annak ellenére, hogy hétfőn jelent meg, a Billboard 200 első helyén debütált, 299 500 eladott albummal egyenértékű egységgel, amelyből 142 000 tiszta albumeladás volt. A Chromakopia ezzel megelőzte legjobb eladási hetét, amelyet a Call Me If You Get Losttal (169 000) ért el. Megjelenésekor 2024 legjobb nyitóhetét tudta felmutatni a rapalbum kategóriában, mielőtt Kendrick Lamar GNX című albuma megelőzte. A Noid című kislemez, és a St. Chroma dal a tizedik, illetve hetedik helyeket érték el a Billboard Hot 100-on, amely az első alkalom volt, hogy Tyler egy dala elérte a slágerlista első tíz helyét.
Második hetében 160 000 példányt adtak el belőle az Egyesült Államokban, így a Billboard 200 első helyén maradt. A Hot 100-on a Sticky című dal, Sexyy Red, Lil Wayne és GloRilla közreműködésével, tizennegyedik helyről a tizedikig ugrott fel. A Chromakopia Tyler első lemeze volt, ami több, mint egy hetet töltött az első helyen, és az első, amelynek három dala is a Hot 100 első tíz helyén szerepelt. A harmadik héten is élen maradt, 104 000 eladással.
A Chromakopia Tyler első lemeze volt, amely a UK Albums Chart első helyén debütált, és a Noid (16) kislemez, illetve a St. Chroma (15) és a Darling, I (24.) dalok mind felkerültek a slágerlistákra. A brit listaszabályok szerint egy előadónak maximum három dala lehet a slágerlista első 40 helyén, amely megakadályozta, hogy a Chromakopia többi dala megjelenjen. Az album ezek mellett listavezető volt az ausztrál, a holland, az ír, az új-zélandi és a skót albumlistákon. Magyarországon a 7. helyezést érte el a Mahasz top 40-en.
| Slágerlista (2024)                            | Legmagasabb pozíció |
| --------------------------------------------- | ------------------- |
| Ausztrália (ARIA Albums)                      | 1                   |
| Ausztrália (ARIA Hip Hop/R&B Albums)          | 1                   |
| Ausztria (Ö3 Austria Top 40)                  | 3                   |
| Belgium (Ultratop Flandria)                   | 2                   |
| Belgium (Ultratop Vallónia)                   | 4                   |
| Csehország (ČNS IFPI Albums Top 100)          | 3                   |
| Dánia (Hitlisten Album Top 40)                | 4                   |
| Egyesült Királyság (UK Albums Chart)          | 1                   |
| Egyesült Királyság (UK R&B Albums)            | 1                   |
| Egyesült Királyság (Scottish Albums)          | 1                   |
| Finnország (Musiikkituottajat Albumit Top 50) | 10                  |
| Franciaország (SNEP Album Top 100)            | 19                  |
| Hollandia (Dutch Charts Album Top 100)        | 1                   |
| Izland (Tónlistinn)                           | 3                   |
| Írország (IRMA)                               | 1                   |
| Japán (Oricon Digital Albums)                 | 42                  |
| Kanada (Billboard Canadian Albums Chart)      | 1                   |
| Lengyelország (ZPAV Album Top 50)             | 4                   |
| Litvánia (AGATA)                              | 2                   |
| Magyarország (MAHASZ Top 40 albumlista)       | 7                   |
| Németország (Offizielle Top 100)              | 4                   |
| Nigéria (TurnTable)                           | 60                  |
| Norvégia (VG-lista Album Top 40)              | 2                   |
| Olaszország (FIMI)                            | 10                  |
| Spanyolország (PROMUSICAE)                    | 7                   |
| Svájc (Schweizer Hitparade Top 100 Albums)    | 1                   |
| Svédország (Sverigetopplistan)                | 3                   |
| Szlovákia (ČNS IFPI)                          | 2                   |
| USA Billboard 200                             | 1                   |
| USA Top R&B/Hip-Hop Albums (Billboard)        | 1                   |
| Új-Zéland (RMNZ)                              | 1                   |

| Slágerlista (2024)          | Pozíció |
| --------------------------- | ------- |
| Belgium (Ultratop Flanders) | 106     |
| Svájc (Schweizer Hitparade) | 67      |
| Új-Zéland (RMNZ)            | 42      |

## Minősítések
| Régió                                                            | Minősítés | Eladott példányszám |
| ---------------------------------------------------------------- | --------- | ------------------- |
| Egyesült Királyság (BPI)                                         | arany     | 100 000‡            |
| Kanada (Music Canada)                                            | arany     | 40 000‡             |
| Új-Zéland (RMNZ)                                                 | arany     | 7 500‡              |
| ‡ Eladási+streaming példányszámok kizárólag a minősítés alapján. |           |                     |